# Cham

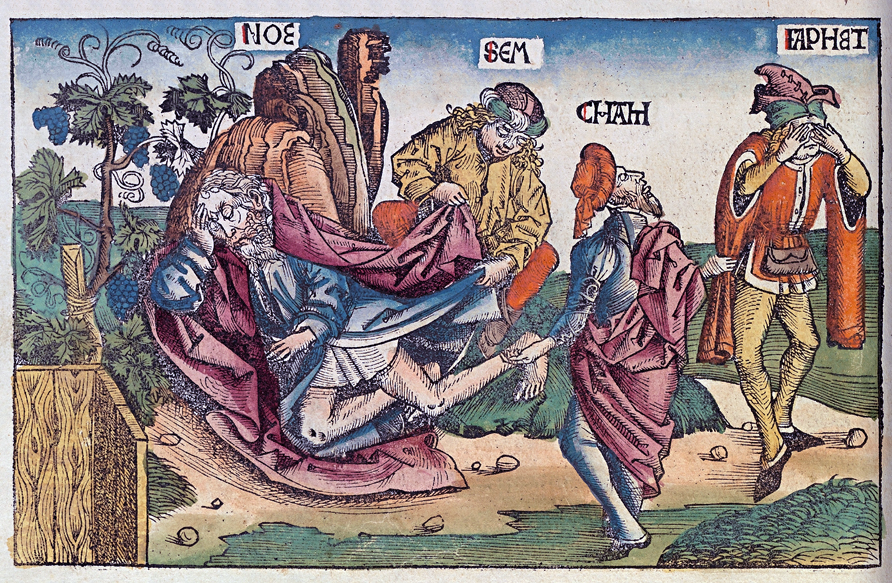
Noe odurzony winem (ilustracja z Kroniki norymberskiej)

Cham (hebr. חָם Ḥam) – według biblijnej Księgi Rodzaju jeden z 3 synów Noego, przodek ludów Kanaanu i Afryki. Od jego imienia wzięła się nazwa grupy ludów chamickich.
Za swoje zachowanie w stosunku do ojca został, w popularnym rozumieniu, wraz z potomstwem, przeklęty przez Noego (stąd chamem określa się człowieka źle wychowanego, gbura, prostaka), choć ściśle został przeklęty tylko jeden jego syn Kanaan.

## Źródło w Biblii
Fragment z Księgi Rodzaju 9:18-27

(18) Synami Noego, którzy wyszli z arki, byli Sem, Cham i Jafet. Cham był ojcem Kanaana. (19) Ci trzej byli synami Noego i od nich to zaludniła się cała ziemia. (20) Noe był rolnikiem i on to pierwszy zasadził winnicę. (21) Gdy potem napił się wina, odurzył się [nim] i leżał nagi w swym namiocie. (22) Cham, ojciec Kanaana, ujrzawszy nagość swego ojca, powiedział o tym dwu swym braciom, którzy byli poza namiotem. (23) Wtedy Sem i Jafet wzięli płaszcz i trzymając go na ramionach weszli tyłem do namiotu i przykryli nagość swego ojca; twarzy zaś swych nie odwracali, aby nie widzieć nagości swego ojca. (24) Kiedy Noe obudził się po odurzeniu winem i dowiedział się, co uczynił mu jego młodszy syn, (25) rzekł: "Niech będzie przeklęty Kanaan! Niech będzie najniższym sługą swych braci!" (26) A potem dodał: "Niech będzie błogosławiony Pan, Bóg Sema! Niech Kanaan będzie sługą Sema! (27) Niech Bóg da i Jafetowi dużą przestrzeń i niech on zamieszka w namiotach Sema, a Kanaan niech będzie mu sługą".

## Interpretacje
Z literalnej lektury tekstu biblijnego wynika, że Cham zobaczył ojca nagiego. Tak też jest to przedstawiane na obrazach od średniowiecza. Samo widzenie nagości jednak w świetle Biblii nie jest czynem ściągającym przekleństwo, nie wyjaśnia też, dlaczego Noe przeklął akurat Kanaana. Określenie „odsłonić czyjąś nagość” w Prawie Mojżeszowym oznacza współżycie płciowe z tą osobą, bądź z jego współmałżonkem – Ktokolwiek obcuje cieleśnie z żoną swojego ojca, odsłania nagość ojca: będą ukarani śmiercią oboje, ich krew [spadnie] na nich (Kpł 20, 11). W związku z tym niektórzy bibliści interpretują, że Kanaan był synem Chama z żoną jego ojca i właśnie to ściągnęło na niego przekleństwo. Według interpretacji wczesnego judaizmu (Księga Jubileuszów, Józef Flawiusz), kontynuowanej też w chrześcijaństwie (Teofil z Antiochii) nagannym czynem Chama było wyśmiewanie się z ojca i rozgłaszanie innym o jego słabości. Później pojawiały się także interpretacje nie mające wprost źródła w Biblii, np. że Noe przeklął Kanaana, ponieważ został poczęty w Arce, wbrew jego zakazowi. Według późniejszej tradycji rabinackiej zawartej w Talmudzie Kanaan wykastrował Noego, bądź uczynił to Cham.